# Протестантский патент

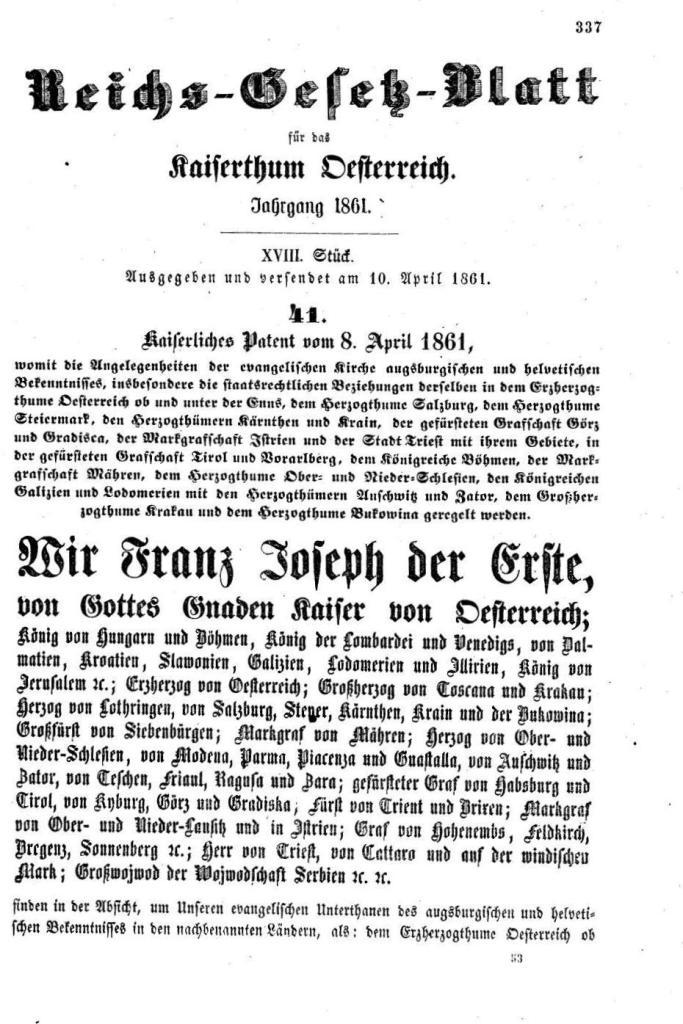
Протестантский патент — титульный лист

Протестантский патент (нем. Protestantenpatent) — документ, выданный австрийским императором Францем Иосифом 8 апреля 1861 года. Он установил новую правовую основу для функционирования евангелической церкви в Австрийской империи, уравняв её в правах с католической церковью.

## История
До 1860-х годов правящей церковью в монархии Габсбургов была католическая церковь. В период иосифинизма права протестантов были частично уравнены выдачей в 1781 году Эдикта терпимости, и с этого момента официально начала функционировать евангелическая церковь в Империи. Следующая волна перемен пришла с Весной народов 1848 года. С 3 по 11 августа 1848 года в Вене проходила комиссия для обсуждения положения евангелистов в Империи. 26 декабря 1848 года новый император Франц Иосиф I издал временный указ, отменявший некоторые ограничения, наложенные на евангелистов. Например, евангелические церковные записи приобрели законную силу, и, таким образом, приходская контора, выдавшая их, приобрела юридическое значение для государства. Вторым, более важным положением был Конституционный патент от 4 марта 1849 г., даровавший жителям государства полную свободу вероисповедания, что впредь никак не влияло на доступ к гражданским и политическим правам. Каждая церковь получила право на общественное богослужение и на собственное самоуправление, так, например, к ранее стоявшим молельным домам можно было пристроить колокольни. По этому патенту и министерскому указу от 27 июня 1849 г. 18 августа в Вену были вызваны надзиратели с советниками для организации евангелической церкви и церковного права. После того, как его проект был представлен в парламент, он не имел юридической силы до тех пор, пока Конституционный патент от 4 марта 1849 г. не был отменен 31 декабря 1851 г. При этом император следил за тем, чтобы у евангелистов не отняли права на публичное богослужение, а затем выдавал им отдельные малозначительные постановления. 11 мая 1860 г. было объявлено о предоставлении протестантам субсидий из государственного фонда на церковные нужды.
Вышеуказанные положения были обновлены или сохранены в протестантском патенте, опубликованном в Государственном юридическом журнале 8 апреля 1861 года. 9 апреля был издан второй патент — временный евангельский церковный закон, касающийся конгрегационалистских общин, способа их объединения в старейшие и надзирательские общины и замены их в Генеральном Синоде, а также другие организационные вопросы. Он также назначил высший церковный пост для обеих деноминаций, заменив существующую отдельную консисторию: Высший императорско-королевский церковный совет (нем. Oberkirchenrat) в Вене, действующей при Центральной комиссии Министерства по делам религий и просвещения. Окончательную форму церковному праву должны были придать последующие Синоды. Первый Генеральный Синод состоялся 22 мая 1864 года. До 9 июля было проведено в общей сложности 32 собрания, на которых дебатировали лютеране и гельветы-протестанты — частично совместно. Результатом обсуждения стал церковный законопроект, представленный в парламент для принятия. Парламент после многочисленных изменений предоставил ему императорскую санкцию 6 января 1866 года.